# Ray Royer
Ray Royer (Essex, 8 ottobre 1945) è un musicista, chitarrista e compositore britannico, primo chitarrista dei Procol Harum.

## Biografia
Iniziata l'attività di musicista nel 1963, nel 1967 divenne il primo chitarrista della band londinese Procol Harum. Lasciato il gruppo dopo pochi mesi, fu il fondatore nonché leader dei Freedom, gruppo costola degli Harum. Uscito anche da questo gruppo, intraprese la carriera solista.

## Discografia principale

### Coi Procol Harum
- Procol Harum, 1967
- Shine on Brightly, 1968

### Coi Freedom
- Black on White, (1969)
- Freedom at Last, (1970)
- Freedom, (1970)
- Through the Years, (1971)
- Is More Than A Word, (1972)